# Escut de Gerri de la Sal
L'Escut de Gerri de la Sal fou l'escut d'armes del municipi desaparegut de Gerri de la Sal, a la comarca del Pallars Sobirà.
Perdé vigència el 1970, en ser agrupats els antics termes de Baén, Gerri de la Sal, Montcortès de Pallars i Peramea en el municipi de nova creació anomenat amb el nom artificiós de Baix Pallars, que ha estat aconsellat per l'Institut d'Estudis Catalans que canviï el seu nom pel de la vila cap del municipi, Gerri de la Sal. Aquest nou municipi adoptà el 29 de juliol del 2009, després de 39 anys sense escut normalitzat segons la normativa vigent, l'Escut de Baix Pallars.

## Descripció heràldica
Escut de plata, una gran gerra que duu en el camp del seu cos la imatge de Santa Maria asseguda amb l'Infant als braços. Un candeler a cada costat. Dues flors de lliri i dos estels, un a cada costat, als seus peus. Colors naturals. En punta, d'or, quatre pals vermells.